# 朝野純
朝野 純（あさの じゅん）は、日本の女性シンガーソングライター・歌手。
福島県郡山市生まれ。

## 略歴
- 福島県郡山市出身。
- 牧師の叔父、叔母の影響もあり、幼少期より教会で賛美歌を独唱するなど音楽にあふれた環境で育つ。
- 群馬女子短期大学入学卒業後、上京。 東京杉並英語専門学校入学卒業。
- 1994年 オリジナル曲にて、都内でライブ活動をスタート。フォーライフレコード、日本フォノグラム、ヤマハサウンドオーディション等で優秀な成績を収め、その活動が認められる。また、コロンビアレコードオーディション準グランプリを受賞。その後、3年間育成ヴォーカルトレーニングを受ける。
- 1997年 ガールズPOPバンド「Jelous Honey」（Vo．を担当）で、LMCレコードよりオムニバスCD発売。各種レコーディング、イベント等にも多数出演。
- 2000年 都内JAZZCLUB、ホテルラウンジレギュラー、ブライダル等でヴォーカルとして活動。音楽活動の幅を広げる。
- 2003年 定期的に都内JAZZCLUB、ライブハウスで活動を続ける。
- 2005年 上記の活動と並行し、6月より日本の豊かな音楽を子ども達に伝え、親子みんなで一緒に楽しみたいという思いから、歌、ピアノ、絵、お話でつづる会の活動を新たに開始。

## ディスコグラフィ

### アルバム
- SOFTLY　－　2005年12月19日リリース
- Still Waters　－　2009年3月21日リリース

## ライブ出演（主要なもの）

### ボーカル
- 2010年1月30日 『FUDDY&DUDDY』 豊田 イタリアンレストラン　バンボラ。
- 2010年2月9日 中目黒 楽屋。
- 2010年2月11日 『piano modern accord』 吉祥寺 曼荼羅。
- 2010年3月4日 『小林・手拍子・足拍子』 吉祥寺 曼荼羅。

他多数

### コーラス
- 2006年 Claudette Sierra来日公演「JAZZ & LATIN MUSIC SUPER SESSION 2006」ツアー
- 2007年 John-Hoonジャパンツアー

他多数